# Südlicher Happ
Le Südlicher Happ est une montagne qui s’élève à 3 304 m d’altitude dans les Hohe Tauern, en Autriche.